# Borda d'Água
Borda d'Água é um almanaque português publicado anualmente desde 1929 pela Editorial Minerva, continua a ser impresso numa tipografia tradicional e a manter a mesma linha editorial desde a sua fundação. 

Sendo uma das mais antigas publicações periódicas em Portugal, continua a ser um enormíssimo sucesso de vendas. Apresentando-se como "reportório útil a toda a gente", o almanaque apresenta prognósticos para o ano, conselhos práticos baseados na sabedoria popular (provérbios, mezinhas, etc.), na ciência e na astrologia; previsões meteorológicas, previsões para a agricultura, épocas de sementeiras e outros trabalhos agrícolas, fases da lua, informação sobre o mar e as marés, calendário, efemérides, etc.

## Descrição
Miguel Esteves Cardoso descreve assim em 1986 o Borda d'Água: "Com uma tiragem de 50 000 exemplares, vendidos ao preço convidativo de 30$00, o Almanaque "Borda d'Água" é uma instituição portuguesa que se autodescreve, legitimamente, como "repertório útil a toda a gente". São 16 páginas cheias de informações sem as quais não se imagina ser possível sobreviver. "